# ティショミンゴ郡 (ミシシッピ州)
ティショミンゴ郡（英: Tishomingo County）は、アメリカ合衆国ミシシッピ州の北東隅に位置する郡である。人口は1万8850人（2020年）。郡庁所在地はイウカであり、同郡で人口最大の都市である。

## 歴史
ティショミンゴ郡は1836年2月9日に、チカソー族インディアンからアメリカ合衆国に譲渡された土地に組織化された。1870年、郡域からアルコーン郡とプレンティス郡が分離された。
2000年のコーエン兄弟の映画『オー・ブラザー!』ではティショミンゴ郡が言及されている。
ミシシッピ州では唯一自然の石灰岩層がある郡である。

### 州の代表状況
- ミシシッピ州下院議員第1選挙区 - レスター・カーペンター
- ミシシッピ州下院議員第19選挙区 - マーク・デュバル
- ミシシッピ州上院議員第4選挙区 - エリク・パウェル
- ミシシッピ州上院議員第5選挙区 - J・P・ワイルモン

## 地理
アメリカ合衆国国勢調査局に拠れば、郡域全面積は444.54平方マイル (1,151.4 km2)であり、このうち陸地424.12平方マイル (1,098.5 km2)、水域は20.41平方マイル (52.9 km2)で水域率は4.59%である。州内の自然の最高地点である標高806フィート (246 m) のウッドール山が郡内にある。

### 主要高規格道路
| - アメリカ国道72号線 - ミシシッピ州道4号線 - ミシシッピ州道25号線 - ミシシッピ州道30号線 | - ミシシッピ州道172号線 - ミシシッピ州道350号線 - ミシシッピ州道364号線 - ミシシッピ州道365号線 | - ミシシッピ州道366号線 - ミシシッピ州道760号線 - ナチェズ・トレイス・パークウェイ |

### 隣接する郡
- ハーディン郡 (テネシー州) - 北
- ローダーデール郡 (アラバマ州) - 北東
- コルバート郡 (アラバマ州) - 東
- フランクリン郡 (アラバマ州) - 南東
- イタワンバ郡 - 南
- プレンティス郡 - 南西
- アルコーン郡 - 北西

### 国立保護地域
ナチェズ・トレイス・パークウェイ

## レクリエーション

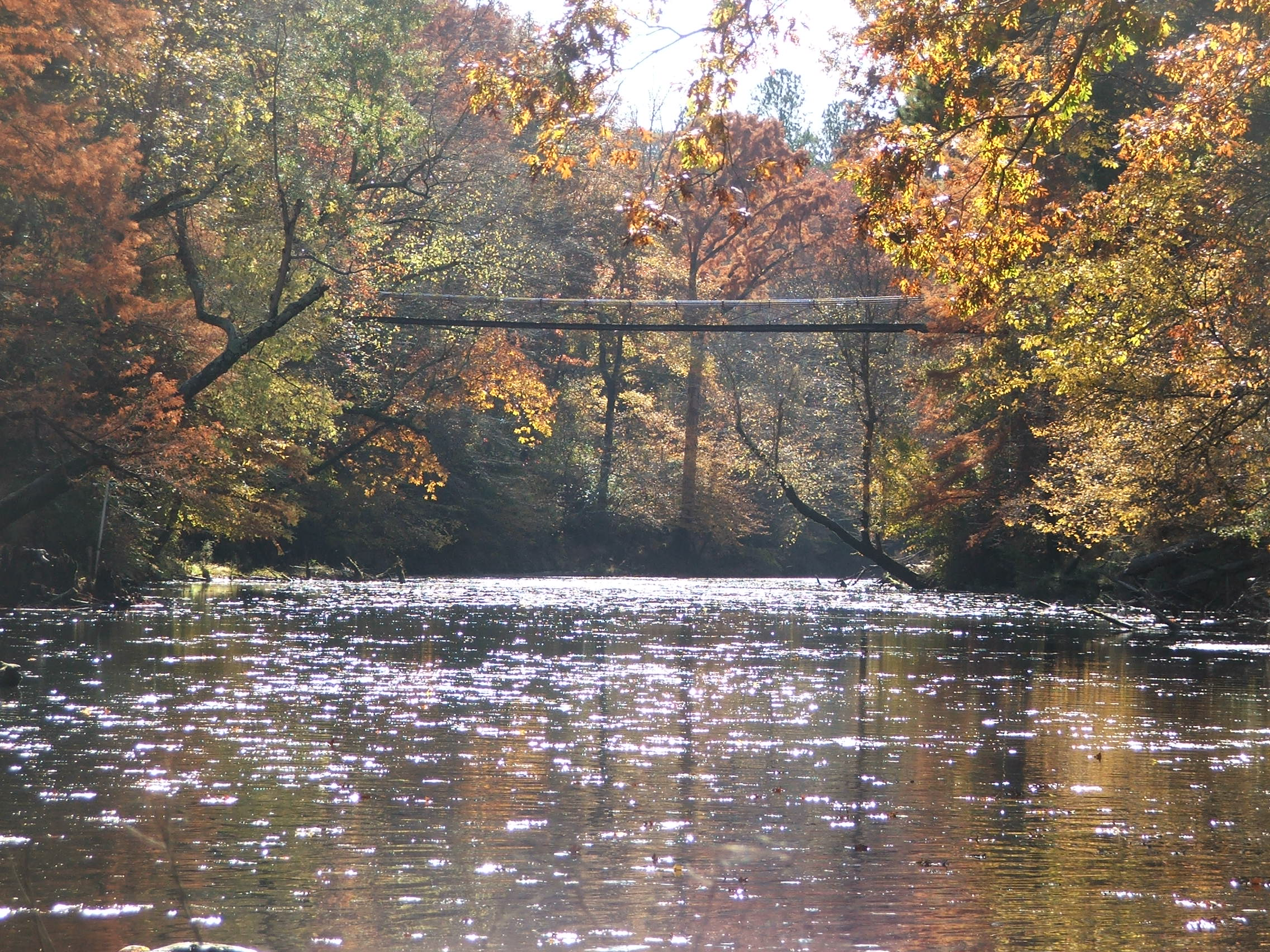
ティショミンゴ州立公園のベア・クリークに架かる橋

- ティショミンゴ州立公園、アパラチア山脈の麓丘陵、テューペロの北にある。カヌー、ロッククライミング、釣り、ハイキングが行われている。1930年代に市民保全部隊が建設した。当初の建物が多く残っている。チカソー族インディアンの酋長、ティショミンゴ（1734年-1838年）に因んで名付けられた
- J・P・コールマン州立公園、イウカの北、ミシシッピ州道25号線近くにある。テネシー川岸とピックウィック湖に沿っている。ミシシッピ州知事を務めたジェイムズ・P・コールマンに因んで名付けられた。帆走、水泳、キャンプ、ハイキング、スキー、コクチバス釣りが行われている
- ベイスプリングス湖、テネシー・トンビッグビー水路にある貯水池。ジェミー・ウィッテン・ロック・アンド・ダムによって水を湛えている。ダムから切通しまで長さ約9マイル (14 km)) ある
- テネシー・トンビッグビー水路（テン・トムとも呼ばれる）、長さ234マイルの (377 km)人工水路。テネシー川とトンビッグビーを繋ぐ。テネシー川のピックウィック湖に始まり、ミシシッピ州北東部とアラバマ州西部を通って南西に流れる。最後はアラバマ州デモポリスのウォリアー・トンビッグビー航路に繋がる

## 人口動態
以下は2000年の国勢調査による人口統計データである。
| 基礎データ - 人口: 19,163人 - 世帯数: 7,917 世帯 - 家族数: 5,573 家族 - 人口密度: 17人/km2（45人/mi2） - 住居数: 9,553軒 - 住居密度: 9軒/km2（22軒/mi2） 人種別人口構成 - 白人: 94.93% - アフリカン・アメリカン: 3.11% - ネイティブ・アメリカン: 0.21% - アジア人: 0.08% - 太平洋諸島系: 0.01% - その他の人種: 1.06% - 混血: 0.59% - ヒスパニック・ラテン系: 1.79% | 年齢別人口構成 - 18歳未満: 23.2% - 18-24歳: 7.8% - 25-44歳: 27.5% - 45-64歳: 24.7% - 65歳以上: 16.8% - 年齢の中央値: 39歳 - 性比（女性100人あたり男性の人口） - 総人口: 92.7 - 18歳以上: 89.8 世帯と家族（対世帯数） - 18歳未満の子供がいる: 30.2% - 結婚・同居している夫婦: 57.1% - 未婚・離婚・死別女性が世帯主: 10.1% - 非家族世帯: 29.6% - 単身世帯: 27.5% - 65歳以上の老人1人暮らし: 12.8% - 平均構成人数 - 世帯: 2.39人 - 家族: 2.89人 | 収入と家計 - 収入の中央値 - 世帯: 28,315米ドル - 家族: 34,378米ドル - 性別 - 男性: 28,109米ドル - 女性: 19,943米ドル - 人口1人あたり収入: 15,395米ドル - 貧困線以下 - 対人口: 14.1% - 対家族数: 11.0% - 18歳未満: 15.6% - 65歳以上: 15.6% |

## 都市と町

### 都市
- イウカ - 郡庁所在地

### 町
- ベルモント
- バーンズビル
- ゴールデン
- ティショミンゴ

### 村
- ペイデン

### 未編入の町
| - デニス - ドスキー - ミッドウェイ | - オールダム - ピッツバーグ - ショート |